# Myst (jeu vidéo)
Pour les articles homonymes, voir Myst (homonymie).
Myst est un jeu vidéo d'aventure et de réflexion à la première personne de type pointer-et-cliquer conçu par Robyn et Rand Miller et développé par Cyan. Le jeu sort le 24 septembre 1993 sur Macintosh après deux ans de développement. Myst a fait l'objet de trois « remasterisations » (Myst : l'Apogée en 1999, realMyst en 2000 et realMyst: Masterpiece Edition en 2014) et de nombreux portages entre 1994 et 2013 (Windows et Saturn en 1994, Jaguar CD et 3DO en 1995, CD-i et PlayStation en 1996, AmigaOS en 1997, PSP en 2006, Nintendo DS en 2007, iOS en 2009 et Nintendo 3DS en 2013).
Le joueur incarne « l'Étranger » (« The Stranger » en version originale), un personnage à l'identité inconnue qui se retrouve mystérieusement téléporté sur une île inhabitée après avoir lu un livre qui en faisait la description précise. Seul, l'Étranger comprend qu'il doit découvrir d'autres livres similaires au premier qui, à leur tour, lui permettent d'accéder à de nouveaux mondes appelés « Âges ». L'exploration de chacun de ces mondes permet au joueur de comprendre petit à petit l'origine de ces univers et l'histoire des personnes qui y ont vécu. Le jeu dispose de quatre fins différentes en fonction des choix du joueur.
Le jeu rencontre à sa sortie un très grand succès critique et public grâce à ses graphismes et à son univers de fiction très immersif. Considéré à sa sortie comme un killer game (c'est-à-dire qu'il justifiait à lui seul l’achat d'un équipement informatique), il restera le jeu vidéo PC le plus vendu au monde pendant près de dix ans avec plus de six millions d'unités avant d'être détrôné par Les Sims en 2002. Ce succès permit la production de quatre suites (Riven, Myst III: Exile, Myst IV: Revelation, et Myst V: End of Ages), d'une série dérivée (Uru) ainsi que la création d'une série de romans. Myst a eu une influence considérable sur l'industrie vidéoludique : souvent considéré comme l'un des meilleurs jeu vidéo de tous les temps et comme un titre phare de l'histoire du jeu vidéo,,,,,.

## Trame

### Intrigue

Un livre ouvert dont la page droite contient une ouverture vers un autre monde, rappelant les livres que le joueur trouve au cours du jeu.

Pendant tout le jeu, le joueur incarne un personnage mystérieux dont on ne sait rien, que les créateurs du jeu ont nommé « L'Étranger » (« The Stranger » en version originale). Celui-ci découvre dans d'obscures circonstances un étrange livre intitulé Myst, qui décrit une île avec une grande précision. À la première page se trouve un panneau animé, comme un écran, qui montre un aperçu de l'île décrite. En le touchant, le joueur se retrouve téléporté sur l'île décrite dans le livre : l'île de Myst. Seul et coincé dans ce monde, il ne lui reste plus qu'à l'explorer.
Le joueur se retrouve dans un univers inconnu et n'a aucune idée de son objectif. L'île étant petite, le joueur trouvera vite une bibliothèque avec en particulier deux livres de couleur (un bleu et un rouge) qui ressemblent au livre de Myst qu'il trouva en début de partie et comportant chacun un panneau animé sur la première page. Mais il semble leur manquer de nombreuses pages, et la qualité de l'image et du son de l'écran sont très mauvaises. Dans chaque écran, le joueur peut voir et entendre un personnage qui le supplie de lui amener des pages de la même couleur que le livre. Le personnage du livre rouge se prénomme Sirrus et celui du livre bleu Achenar ; ils affirment être les fils d'un dénommé Atrus, qui se révélera plus tard être le propriétaire de l'île de Myst, et doté du pouvoir d'écrire des livres qui permettent de transporter celui qui le touche au lieu décrit à l'intérieur.
En continuant l'exploration de l'île, le joueur découvrira que l'île de Myst est en fait reliée à d'autres îles (appelées Âges) qu'il peut rejoindre par l'intermédiaire de ces fameux livres munis d'un écran, appelés livres de liaison. Sur chaque île se trouve une page bleue et une page rouge, que le joueur peut rapporter dans la bibliothèque de Myst pour les recoller au livre de la même couleur. Plus le joueur recolle de pages, plus la communication avec le personnage correspondant est aisée.
Les frères seront libérés au bout de la sixième page mais le joueur devra alors décider de celui qu'il souhaite aider (chacun accusant l'autre d'être mauvais). Il trouvera durant l'exploration des différents Âges de nombreux indices sur la vraie nature des deux frères qui l'aideront à faire son choix.

### Âges
Au fur et à mesure de son exploration, le joueur sera amené à découvrir des livres de liaison qui, comme leur nom l'indique, permettent de créer un lien vers un autre monde, dans un autre espace-temps, tel qu'il est décrit dans les pages du livre. Ceci est possible grâce à l'art de l'Écriture, une discipline propre aux D'ni, une ancienne civilisation vivant dans une immense caverne située sous un désert du Nouveau-Mexique.
Le jeu comprend les Âges suivants :
- L'île de Myst, l'âge de départ (Myst Island)
- L'Âge de la passerelle de bois (Channelwood Age)
- L'Âge de bateau de pierre (Stoneship Age)
- L'Âge sélénitique (Selenitic Age)
- L'Âge mécanique (Mechanical Age)
- L'Âge de Rime, parfois appelé L'Âge de Givre (Rime Age), seulement présent dans realMyst
- K'Veer, qui ne se révélera être qu'une petite partie de la cité D'ni proprement dite.

## Système de jeu
Myst est un jeu de point & click à la première personne, c'est-à-dire que le joueur a la même vision de l'univers exploré que le personnage qu'il incarne. Le déplacement s'effectue à l'aide de la souris, en cliquant à l'endroit on l'on souhaite aller. Le joueur peut aussi interagir avec certains objets en cliquant dessus. Il existe aussi un mode « zip » qui permet au joueur de se déplacer plus rapidement dans les zones déjà explorées. Il n'y a ici ni ennemi, ni limite de temps, ni menace de mort, ni game over (bien que certaines fins soient meilleures que d'autres).
Le joueur est confronté au cours du jeu à de nombreuses énigmes plus ou moins compliquées à résoudre et découvre des machines dont il doit comprendre le fonctionnement pour pouvoir avancer dans le jeu. Il doit venir à bout de toutes les énigmes pour avoir les informations nécessaires pour terminer le jeu. Pour bien comprendre l'univers dans lequel il évolue, le joueur devra également lire de nombreuses pages de texte issues des journaux de l'un des personnages du jeu.
Par son gameplay non linéaire, le jeu peut, en théorie, être terminé en quelques minutes. Un des aspects du jeu qui a grandement contribué à sa popularité est l'anonymat du personnage que le joueur incarne. Dans la version originale (en anglais), ce personnage n'a même pas de sexe (les traductions françaises en feront cependant un homme, pour des raisons linguistiques). Cet anonymat permet au joueur de s'identifier au personnage et de s'immerger encore plus profondément dans le jeu et dans son intrigue.

## Développement
Les frères Robyn et Rand Miller, les concepteurs du jeu, ont commencé à travailler sur Myst en 1991 avec l'aide du concepteur sonore Chris Brandkamp et des animateurs et artistes 3D Chuck Carter, Richard Watson, Bonnie McDowall et Ryan Miller qui, ensemble, formaient Cyan, Inc. (qui n'avait jusque-là que réalisé des titres destinés aux enfants). Pour des raisons de budget, les frères Miller incarnent eux-mêmes les personnages du jeu : Sirrus est interprété par Robyn, Achenar et Atrus par Rand. De plus, la musique a été composée par Robyn. Le bouche à oreille à grandement contribué au succès du jeu lors de sa sortie.
Sorti en 1993, il fut l'un des rares jeux d'abord disponible sur Mac (1993), puis sur PC (1994).
Myst a été accueilli comme une révolution dans le monde du jeu vidéo grâce à ses images précalculées en 3D et deux cent cinquante-six couleurs. À l'époque, il nécessitait les configurations les plus puissantes (ordinateur 486DX 25 MHz et 4 Mo de RAM). Il est cependant impossible de le faire tourner sur un Macintosh récent car fondé sur le programme Hypercard. Myst a été l'un des premiers jeux à être publiés sur CD-ROM.
Parmi les sources d'inspiration de Robyn et Rand Miller se trouve le roman L'Île mystérieuse de Jules Verne. Selon les créateurs, ce livre a inspiré à la fois l'atmosphère du jeu et son nom.

## Accueil
| —                        | Macintosh | Windows   | Saturn | Jaguar CD | 3DO      | PlayStation | PSP    | Nintendo DS | iOS      | Nintendo 3DS |
| ------------------------ | --------- | --------- | ------ | --------- | -------- | ----------- | ------ | ----------- | -------- | ------------ |
| GameRankings             | -         | 82,57/100 | -      | -         | 57,5/100 | 61,5/100    | 60/100 | 45,4/100    | 87,5/100 | 20,67/100    |
| Adventure Gamers         | 4/5       | 4/5       | -      | -         | -        | -           | -      | 1/5         | 4/5      | -            |
| AllGame                  | 4/5       | -         | 3/5    | 2,5/5     | 3,5/5    | 4/5         | 2,5/5  | 2/5         | -        | 1,5/5        |
| Jeuxvideo.com            | 19/20     | 19/20     | -      | -         | -        | -           | 14/20  | 9/20        | 15/20    | -            |
| Metacritic               | -         | -         | -      | -         | -        | -           | 69/100 | 43/100      | -        | -            |
| Joystick                 | -         | 95 %      | -      | -         | -        | -           | -      | -           | -        | -            |
| Edge                     | 6/10      | -         | -      | -         | -        | -           | -      | -           | -        | -            |
| Famitsu                  | -         | -         | -      | -         | -        | 29/40       | -      | -           | -        | -            |
| GameSpot                 | -         | 8,9/10    | -      | -         | -        | 6,3/10      | -      | 3/10        | -        | -            |
| Computer and Video Games | -         | 5,9/10    | -      | -         | -        | -           | -      | -           | -        | -            |
| Game Revolution          | -         | B-        | -      | -         | -        | -           | -      | -           | -        | -            |

Lors de sa sortie, Myst rencontra un immense succès public et critique. À l'époque, il a été considéré comme une killer application, c'est-à-dire un jeu si attrayant qu'il justifie à lui seul l'achat d'un nouvel équipement, la sortie du jeu ayant entraîné une forte augmentation des ventes de lecteurs CD-ROM. La version originale du jeu a obtenu la note de 19/20 sur le site Jeuxvideo.com qui parle d'« un onirisme et une immersion rarement égalés » et ayant comme défaut de ne pas pouvoir être joué sur les ordinateurs récents. Edward Rothstein, pour le New York Times, parle d'une « nouvelle forme d'Art » et le magazine Joystick parle de Myst comme « le plus beau jeu du monde » et lui donne une note de 95/100. Le jeu obtient aussi la note de 82,57/100 sur le site GameRankings, de 8,9/10 sur le site GameSpot et une moyenne arithmétique de 8,2/10 sur l'IMDb. Les deux remastérisions du jeu ont également été bien accueillies avec des critiques bonnes à très bonnes. Cependant, les critiques plus récentes sont généralement moins bonnes (Computer and Video Games ne donne que la note de 5,9/10) car si les graphismes du jeu étaient révolutionnaires à l'époque de sa sortie, ils ne le sont plus aujourd'hui. De plus, si certains portages (comme les versions iPhone ou PlayStation) ont été bien accueillis, les versions Nintendo DS et Nintendo 3DS ont rencontré de très mauvaises critiques, les journalistes accusant de nombreux bugs, une mauvaise jouabilité et un niveau graphique en deçà de la version originale.
En 2014, le magazine Popular Mechanics parle de Myst comme « l'un des jeux d'aventure les plus iconiques et engageants », il le classe 93e meilleur jeux vidéo de tous les temps et salue son « excellence narrative », son « monde immersif » et ses « énigmes inventives ». En 2016, le Time inclut Myst dans sa liste des « 50 meilleurs jeux vidéos de tous les temps » à la 29e place tout en précisant qu'il est « atrocement douloureux d'y jouer aujourd'hui » et que ses mécaniques de jeu sont « dépassés ». Le magazine reconnaît néanmoins son impact considérable sur « tout, des romans de science-fiction à la série Lost : Les Disparus ». En 2017, le site Polygon classe Myst à la 189e place dans un classement similaire.
Le jeu a également eu un fort impact sur le milieu du jeu vidéo, entraînant l'apparition de nombreux clones utilisant le même gameplay que Myst : les myst-like. Myst est également présent depuis 2013 au Museum of Modern Art de New York dans le cadre de l'exposition Applied design avec douze autres jeux sélectionnés pour leurs qualités techniques, leur jouabilité et leur impact sur la culture populaire.

## Rééditions et portages
Le succès de Myst s'est traduit par le portage du jeu sur de nombreuses plates-formes dans les années 1990 et 2000. Myst a aussi connu deux « remasterisations » sur PC : Myst : L'Apogée et realMyst.

### Portages dans les années 1990
- Windows : le plus ancien portage, identique a la version originale sortie sur Mac ; toutefois, la qualité sonore est inférieure.
- 3DO, Philips CDI, Jaguar CD : portage identique a la version originale sortie sur Mac.
- Amiga : en raison des capacités limitées de l'Amiga, ce portage souffre de graphismes et d'une bande son en deçà de la version originale.
- Mega CD : une version Mega CD était prévue par Sega mais fut annulée en raison des capacités limitées du Mega CD.
- Saturn, PlayStation : portage identique à la version originale, toutefois la résolution graphique est inférieure.

### Remasterisations

#### Myst: L'Apogée
Myst : L'Apogée (Myst: Masterpiece Edition en version originale) est une version remastérisée de Myst sortie en France en décembre 1999, comportant des images de meilleure qualité en 24 bits (couleurs véritables), alors que la version d'origine du jeu contenait des images 8 bits (256 couleurs). L'environnement sonore (sons et musique) a été amélioré ainsi que certaines cinématiques. Cette version dispose aussi d'un nouveau système d'aide.

#### realMyst
realMyst (parfois écrit realMYST) est une version en trois dimensions de Myst développée par Cyan, Inc. et Sunsoft, et édité par Ubisoft aux États-Unis (novembre 2000 pour Windows et janvier 2002 sur Mac OS). Une version européenne, nommée Myst Dimension, était prévue, mais n'est finalement pas sortie ce qui fait que le jeu n'est proposé qu'en anglais, toutefois un patch non officiel en français a été proposé par un utilisateur du jeu. realMyst comporte de nombreuses améliorations par rapport à la version originale. Outre le fait que les graphismes sont rendus en 3D temps réel (par le moteur Plasma) et que les déplacements dans l'environnement sont rendus plus fluides, des effets de climat comme des orages ou des levers et couchers de soleil ont été ajoutés, ainsi qu'un « Âge » supplémentaire : l'Âge de Rime. Quelques changements mineurs ont été réalisés sur l'île de Myst, comme l'ajout d'une pierre tombale pour Ti'ana, permettant d'ajuster l'univers du jeu par rapport aux romans dérivés et aux suites de Myst.

#### realMyst: Masterpiece Edition
Le 5 février 2014 sort une version améliorée de realMyst utilisant le moteur graphique Unity Engine à l'occasion des 20 ans du jeu. Les changements sont principalement visuels et le jeu n'est disponible qu'en anglais.

#### Myst VR
Le 10 décembre 2020, Cyan sort un nouveau remake de Myst pour les écrans haute définition et avec prise en charge de la réalité virtuelle (exclusivement pour la plate-forme Oculus Quest) avec les mondes du jeu entièrement créés dans des environnements 3D en libre-service ainsi que des fonctionnalités telles que la randomisation des puzzles. Cette version utilise le moteur Unreal Engine.
Il est à noter que les joueurs pourront remarquer des changements plus subtils qui n'étaient pas disponibles dans les versions précédentes comme la pierre tombale des versions ultérieures du jeu qui a été remodelée ou encore l'Age de Rime supplémentaire de realMyst qui n'est pas présent.

#### Myst VR (2021)
Le 26 aout 2021, la précédente version VR est adaptée aux moniteurs 2D pour ordinateurs personnels ordinaires (ou via un casque VR compatible), elle est disponible sous Windows et macOS.

### Portages dans les années 2000
En février 2005, Cyan Worlds et Mean Hamster Software ont sorti une version de Myst pour la plate-forme Pocket PC de Microsoft. Cette version est identique à la version d'origine du jeu.
En novembre 2005, Midway Games a annoncé le développement d'une version remasterisée de Myst sur PSP. Le jeu est sorti en 2006 au Japon et en Europe, puis en 2008 aux États-Unis. Cette version comprend l'Âge de Rime apparu dans realMyst, ainsi que quelques autres modifications par rapport à la version d'origine. Midway Games a ensuite sorti une version de Myst pour Nintendo DS en décembre 2007. Cette version comporte des vidéos et des effets sonores entièrement remasterisés, et tire également parti des deux écrans de la console. L'âge Rime y est inclus. Cette version pour Nintendo DS a été fortement critiquée dans la presse spécialisée (notamment à cause d'une optimisation moyenne et de petits « bugs »), recevant une note moyenne de 43/100 selon une compilation de vingt-cinq critiques par le site Metacritic.
En août 2008, Cyan Worlds a annoncé que le développement de Myst sur l'iOS d'Apple était commencé. Seuls trois développeurs ont travaillé sur ce projet. Le jeu est sorti le 22 avril 2009 et sur l'App Store le 2 mai 2009 en anglais, puis a été traduit en français. Le jeu a reçu un score moyen de 8,4/10 sur les sites de tests de jeux iPhone.[Par qui ?]
Le 22 février 2013 une version Nintendo 3DS est sortie en France.
Le 9 avril 2018, une campagne Kickstarter est lancée. Les sept jeux de la saga seront remastérises pour être compatibles avec Windows 10 et MacOS.

## Bande originale
Initialement, le jeu ne devait pas contenir de musique mais seulement une ambiance sonore créée par Chris Brandkamp (carillons d'horloger, crépitement des flammes...). Robyn Miller pensant que la musique si elle est mal incorporée au jeu peut nuire au gameplay. Cependant après les premiers tests, les frères Miller changèrent d'avis et Robyn composa environ quarante minutes de musique synthétisée.
La bande originale du jeu a entièrement été réalisée par Robyn Miller, elle est composée de musiques pour la plupart calmes avec de nombreux échos renforçant la dimension mystérieuse du jeu. Le CD devait initialement être vendu via un service de vente par correspondance mais avant la sortie de Riven, Virgin Records en acheta les droits et il sortit le 21 avril 1998.
| 1.  | Myst Island: Myst theme                           | 1:31 |
| 2.  | Myst Island: Treegate                             | 2:00 |
| 3.  | Myst Island: Planetarium                          | 1:34 |
| 4.  | Myst Island: Shipgate                             | 1:27 |
| 5.  | Myst Island: The tower                            | 1:43 |
| 6.  | Myst Island: The last message                     | 2:34 |
| 7.  | Mechanical Age: Fortress ambience part. I         | 0:39 |
| 8.  | Mechanical Age: Fortress ambience part. II        | 0:50 |
| 9.  | Mechanical Age: Mechanical Mystgate               | 1:58 |
| 10. | Mechanical Age: Sirrus' cache                     | 1:41 |
| 11. | Mechanical Age: Sirrus' theme - Mechanical Age    | 1:34 |
| 12. | Mechanical Age: Achenar's cache                   | 1:43 |
| 13. | Mechanical Age: Achenar's theme - Mechanical Age  | 2:11 |
| 14. | Stonesphip Age: Compass rose                      | 1:25 |
| 15. | Stonesphip Age: Above Stoneship (Telescope theme) | 1:29 |
| 16. | Stonesphip Age: Sirrus' theme - Stoneship Age     | 1:25 |
| 17. | Stonesphip Age: Achenar' theme - Stoneship Age    | 1:39 |
| 18. | Selenitic Age: Selenitic mystgate                 | 1:42 |
| 19. | Channelwood Age: The temple of Achenar            | 1:34 |
| 20. | Channelwood Age: Sirrus' theme - Channelwood Age  | 1:32 |
| 21. | Channelwood Age: Achenar' theme - Channelwood Age | 2:07 |
| 22. | Finale: Un-finale                                 | 1:56 |
| 23. | Finale: Finale                                    | 1:33 |
| 24. | Bonus tracks: Fireplace theme                     | 0:43 |
| 25. | Bonus tracks: Early selenitic mystgate            | 1:16 |
| 26. | Bonus tracks: Original un-finale                  | 1:28 |

## Jeu de société
En 1998, l'éditeur américain University Games a édité un jeu de société basé sur Myst baptisé Myst: The Puzzling New Board Game Adventure. Ce jeu est conçu pour 2 à 6 personnes répartis en deux équipes. Leurs but est de compléter le plus rapidement possible des puzzles représentant différents lieux du jeu. Après cette phase de « construction » a lieu une phase d'« exploration » durant laquelle les joueurs devront prendre possession des différentes structures de l'île de Myst. Durant ces deux phases, les deux équipes accumulent des points. À la fin de la partie, l'équipe avec le plus de points gagne,.

## Postérité

### Au cinéma, à la télévision et dans la littérature
À la suite du succès du jeu, Walt Disney Pictures envisageait d'adapter l'univers Myst en long métrage mais le projet fut abandonné. En 2010, un nouveau projet de film tiré du roman Le livre de Ti'ana est en développement, mais la production a rencontré de nombreux problèmes et sa date de sortie a été repoussée à de nombreuses reprises.
Dans l'épisode Simpson Horror Show VI de la série Les Simpson, Homer est envoyé dans un monde en 3D dans lequel on voit la bibliothèque de Myst accompagnée de quelques notes de musique du jeu.
Le 7 octobre 2014, Cyan annonce un partenariat avec Legendary Entertainment pour créer une série télévisée dérivée de l'univers de Myst.
Myst est cité plusieurs fois dans le roman La Maison des feuilles de Mark Z. Danielewski dans lequel les personnages tentent également de comprendre le lieu étrange qu'ils explorent.

### Parodies
Myst a fait l'objet de deux parodies sur PC. Pyst, édité en 1996 par Parroty Interactive, est une version satirique de l'univers de Myst. Bien qu'il ne s'agisse que d'une sorte de diaporama d'écrans de Myst détournés, le jeu a été assez populaire pour engendrer Pyst: Special Edition qui contenait une préversion de Driven: The Sequel to Pyst (au lieu de Riven: The Sequel to Myst), laquelle n'a jamais vu le jour à cause de la faillite de Parroty Interactive, l'éditeur du jeu. La seconde parodie est le jeu Mylk, produit par Bart Gold (version PC par Wayne Twitchell), basé cette fois-ci sur les produits laitiers et d'autres produits alimentaires.

### Fangames
Quelques fans de la série ont entrepris de créer des fangames basés sur l'univers de Myst et destinés à une distribution gratuite sur internet (pour la plupart) comme D'ni Legacy. Une majorité de ces projets a été abandonnée par leurs développeurs avant leur terme comme Aveara et The Ages of Ilathid dont le développement est au ralenti (mais non stoppé) depuis 2010, cependant une démo est disponible en téléchargement sur le site officiel du jeu,,.